# Phường 1, Quận 10
Phường 1 là một phường thuộc Quận 10, Thành phố Hồ Chí Minh, Việt Nam.
Phường 1 có diện tích 0,21 km², dân số năm 2021 là 14.318 người,  mật độ dân số đạt 68.180 người/km².